# Sinon, oui
Pour plus de détails, voir Fiche technique et Distribution.
Sinon, oui est un film français réalisé par Claire Simon et sorti en 1997.

## Synopsis
Une femme simule une grossesse et vole un enfant.

## Fiche technique
Sauf indication contraire, les informations mentionnées dans cette section peuvent être confirmées par les bases de données cinématographiques IMDb et Allociné,  présentes dans la section « Liens externes ».
- Réalisation et scénario : Claire Simon
- Musique : Catherine Ringer et Archie Shepp
- Photographie : Richard Copans
- Montage : Catherine Quesemand
- Décors : Michel Vandestien
- Production : Catherine Jacques
- Pays de production :  France
- Langue originale : français
- Format : couleur - 1,66:1 - Dolby Digital
- Durée : 115 minutes
- Dates de sortie :
  - France : juin 1997 (Festival du film d'Avignon) ; 8 octobre 1997 (sortie nationale)

## Distribution
Sauf indication contraire, les informations mentionnées dans cette section peuvent être confirmées par les bases de données cinématographiques IMDb et Allociné,  présentes dans la section « Liens externes ».
- Catherine Mendez : Magali
- Emmanuel Clarke : Alain
- Lou Castel : le père
- Agnès Regolo : Myriam
- Magali Leiris : Mme Yvon
- Alexandre Colonna : Joseph
- Yves Fravega : Le médecin
- Claude Merlin : Lemeur
- Pierre Berriau : Gaultier
- Paolo Dominici : M. Paul
- Cécile Thiéblemont : la bonne sœur
- Michèle Sevleyan : La mère supérieure
- Jérôme Rigaut : le couturier
- Liliane Clary : Mme Maupin
- Georges Neri : M. Maupin
- Manon Garcia